# 布里塔妮·埃尔姆斯利
布里塔妮·埃尔姆斯利（Brittany Elmslie，1994年6月16日—），澳大利亚女子游泳运动员。曾参加2012年和2016年夏季奥运，共获得2枚金牌和3枚银牌，全部都来自于接力项目。